# Amygdalum pallidulum
Amygdalum pallidulum är en musselart som först beskrevs av Dall 1916.  Amygdalum pallidulum ingår i släktet Amygdalum och familjen blåmusslor. Inga underarter finns listade i Catalogue of Life.